# Stazione di Cerignola Città
La stazione di Cerignola Città è stata una stazione ferroviaria posta sulla ex linea Cerignola Campagna-Cerignola Città. Era a servizio del comune di Cerignola.

## Storia
La stazione fu attivata nel il 15 settembre 1891 insieme alla linea Cerignola Campagna-Cerignola Città, e continuò il suo esercizio fino alla sua chiusura avvenuta il 1º marzo 1956. Successivamente il fabbricato viaggiatori venne demolito.

## Strutture e impianti
La stazione era composta da un fabbricato viaggiatori, due binari, uno scalo merci e una piccola rimessa locomotive.